# Bò Limia
Bò Limia, còn được gọi với nhiều cái tên khác như: Limiana Tây Ban Nha hoặc Galicia raza Limiá, là một giống bò nguyên thủy có nguồn gốc từ tỉnh Ourense ở Galicia ở tây bắc Tây Ban Nha, mà trong một số tính năng tương tự như giống bò rừng châu Âu đã tuyệt chủng.

## Ngoại hình
Trọng lượng trung bình là 900 kg đối với con đực và 650 kg đối với con cái cái và chiều dài trung bình tại các vai là 148 cm đối với con đực và 140 cm đối với con cái. Màu lông của những con bò giống này màu nâu, và sẫm màu hơn ở trên đầu, cổ và chân giống như những con bò màu hoang dã khác. Bò đực có màu lông sẫm màu hơn so với bò cái, từ màu nâu đậm đến đen, với sọc trên lươn nhạt và đôi khi là màu yên ngựa nhạt. Cả hai giới tính của bò giống này đểu có một cái miệng có màu nhạt.
Giải phẫu nguyên thủy và sinh thái của giống bò này làm cho nó có giá trị cho việc bảo tồn, nó được sử dụng bởi dự án TaurOs ở Hà Lan để tạo ra một giống tương tự như bò rừng châu Âu đến mức lớn nhất có thể bằng lai giống nguyên thủy và giống loài bò rừng châu Âu. Những đàn nhỏ Limia đã gặm cỏ dưới những hoàn cảnh tự nhiên ở Hà Lan.

## Số lượng
Năm 2002 tổng dân số là 136 con dựa trên một sách về giống có độ tin cậy cao. Số lượng con đực được sử dụng trong sinh sản là 59 và số lượng con cái sinh sản là 66. Tỷ lệ phần trăm của con cái lai tinh khiết (giao phối với một con đực cùng chủng tộc) là 100%. Có 460 cá thể bò giống này trong năm 2007 và tăng lên con số 861 cá thể trong năm 2011. Số lượng bò Limia đang tăng nhanh chóng.